# 霍爾斯 (喬治亞州)
霍爾斯（英語：Halls）是位於美國喬治亞州巴托縣的一個非建制地區。該地的面積和人口皆未知。

## 地理
霍爾斯的座標為34°17′54″N 84°56′24″W / 34.29833°N 84.94000°W，而該地的平均海拔高度為236米（即774英尺）。